# Gilles Sacuto
Gilles Sacuto est un producteur de cinéma français. Depuis mars 2020, il a succédé à Emmanuel Priou à la tête du Syndicat des producteurs indépendants ; en avril 2022 il est réélu à cette fonction pour deux ans. 
Il est considéré comme produisant des « films d'auteur grand public » : il a notamment produit Le Bleu des villes et Mademoiselle Chambon de Stéphane Brizé, Violette de Martin Provost et co-produit La Haine ainsi que Séraphine. 